# Đặng Văn Lâm
Đặng Văn Lâm (* 13. August 1993 in Moskau, Russland) ist ein vietnamesisch-russischer Fußballtorwart.

## Karriere

### Verein
Das Fußballspielen lernte Đặng Văn Lâm in den Jugendabteilungen der russischen Vereine Spartak Moskau und FK Dynamo Moskau sowie im Nachwuchs des vietnamesischen Klubs Hoàng Anh Gia Lai in Pleiku. Seinen ersten Vertrag unterschrieb er 2011 bei seinem letzten Jugendverein Hoàng Anh Gia Lai. Der Verein spielte in der obersten vietnamesischen Liga, der V.League 1. 2012 erfolgte eine Ausleihe nach Laos zu Hoang Anh Attapeu FC. Der Verein ist in Attapeu beheimatet und spielte in der ersten Liga, der Lao Premier League. 2013 ging er in sein Geburtsland Russland zurück, wo er in Moskau bis 2015 für die Vereine Duslar Moskau und Rodina Moskva spielte. 2015 wechselte er wieder nach Vietnam, wo er einen Vertrag bei Hải Phòng FC unterschrieb. Der Verein ist in Hải Phòng, der drittgrößten Stadt des Landes, ansässig. Anfang 2019 verließ er Vietnam und unterschrieb einen Vertrag bei Muangthong United in Thailand. Der Verein spielte in der höchsten Liga des Landes, der Thai League und ist in Pak Kret, einem nördlichen Vorort der Hauptstadt Bangkok, beheimatet. Nach 42 Erstligaspielen für die Thailänder wechselte er Ende Januar 2021 nach Japan. Hier schloss er sich dem Erstligisten Cerezo Osaka an. Dort kam er in anderthalb Jahren zu einer Champions-League-Partie gegen den Guangzhou FC (5:0) aus China sowie einem Spiel im Kaiserpokal. Daraufhin kehrte der Torhüter im Sommer 2022 nach Vietnam zurück und wechselte zum Erstligisten Bình Định FC. 

### Nationalmannschaft
Am 13. Juni 2017 gab der Torhüter sein Debüt für die vietnamesischen A-Nationalmannschaft in einem Qualifikationsspiel zur Asienmeisterschaft gegen Jordanien. Mit der Auswahl gewann Văn Lâm 2018 die Südostasienmeisterschaft und er kam dabei in allen acht Wettbewerbspartien zum Einsatz.

## Erfolge
Nationalmannschaft
- Südostasienmeister: 2018